# Une fille pour Gregory
Série
Gregory's Two Girls
(1999)
Pour plus de détails, voir Fiche technique et Distribution.
Une fille pour Gregory (Gregory's Girl) est un film britannique réalisé par Bill Forsyth, sorti en 1981.

## Synopsis
Grégory, un garçon boutonneux et timide, pense beaucoup aux filles mais n'ose pas les aborder. Il tombe malgré tout amoureux de la belle Dorothy. Avec beaucoup d'efforts, il arrive tout de même à lui proposer un rendez-vous mais c'est une autre fille qui se présente.

## Fiche technique
- Titre français : Une fille pour Gregory
- Titre original : Gregory's Girl
- Réalisation et scénario : Bill Forsyth
- Musique : Colin Tully
- Photographie : Michael Coulter
- Montage : John Gow
- Production : Davina Belling et Clive Parsons
- Sociétés de production : Lake Films, National Film Finance Corporation et Scottish Television
- Société de distribution : Gaumont (France)
- Pays de production :  Royaume-Uni
- Langue : Anglais
- Genre : Comédie dramatique
- Durée : 92 min
- Date de sortie : 
  - Royaume-Uni : 23 avril 1981

## Distribution
- John Gordon Sinclair (VF : Thierry Bourdon) : Gregory
- Dee Hepburn : Dorothy
- Jake D'Arcy : Phil Menzies
- Clare Grogan : Susan
- Robert Buchanan (VF : Vincent Ropion) : Andy
- Billy Greenlees : Steve
- Alan Love : Eric
- Caroline Guthrie : Carol
- Carol Macartney : Margo
- Douglas Sannachan (VF : Julien Thomast) : Billy
- Allison Forster : Madeline
- Chic Murray : le proviseur
- Alex Norton : Alec
- John Bett : Alistair
- Dave Anderson (VF : Richard Leblond) : le père de Gregory
- Billy Feeley : M. Anderson
- Maeve Watt : Mlle Ford
- Muriel Romanes : Mlle Welch
- Patrick Lewsley (VF : Alain Flick) : M. Hall
- Ronald Girvin : Alan
- Patrick Harkins : Kelvin
- Tony Whitmore (VF : Denis Boileau) : Gordon
- Denis Criman : Richard
- Graham Thompson : Charlie
- Natasha Gerson : Brenda

## Autour du film
Le film fut doublé pour le marché américain afin de ne pas rebuter les spectateurs américains avec l'accent écossais.